# 張粛 (前涼)
張 粛（ちょう しゅく、生没年不詳）は、五胡十六国時代前涼の宗族。二代君主張寔の叔父にあたる。

## 生涯
建威将軍・西海郡太守の地位にあった。
316年8月、漢（前趙）の中山王劉曜の襲来により長安が危機に陥ったと聞くと、張粛は自ら先鋒となり劉曜を撃破したいと請うた。だが、張寔は張粛が老齢であることから許可しなかった。張粛は「狐は死す時、生まれ育った丘の方角に頭を向け、その心を忘れぬといいます。また、鍾儀は晋国に囚われていても楚国のある南方の言葉を使ったといいます。この粛は晋の寵遇を受け、剖符・列位を授けられました。今、羯が天に逆らい朝廷は転覆しております。そのような中で、粛は辺境の地で漫然と宴安に耽っているだけであります。この国難に奮起出来ないのであれば、どうして人臣と言えましょうか」と述べると、張寔は「我が一族は重恩を受けており、命を捧げて社稷を忠実に守るのは当然の事である。これは先公の志でもある。ただ、叔父上は既に年を召されており、気力も衰弱している。軍旅というのは老人に耐えられるものではない」と述べ、出兵を認めなかった。
11月、長安が陥落して愍帝は捕らわれの身となった。張粛はこれを知ると、悲憤の余り亡くなったという。